# Oscar Banegas
Oscar Banegas (Buenos Aires, Argentina, 24 de maig de 1921 - Madrid, Espanya, abril de 1980) va ser un realitzador de televisió argentí, establert a Espanya, pare de l'actriu Cristina Banegas.

## Biografia
La seva carrera a la pantalla petita va començar quan tenia tan sols quinze anys al seu país d'origen. Va treballar en la pel·lícula Un sueño y nada más (1964), arriba a crear la seva pròpia productora i després de treballar durant anys a l'Argentina, es trasllada a Espanya.
Incorporat a la llavors única cadena de TV existent al país, la pública Televisió Espanyola, hi debuta amb l'espai de varietats Sábado 65, però el seu màxim triomf va ser la creació d'uns personatges que van marcar un abans i un després en la televisió dirigida a nens a Espanya: Valentina, el Capitán Tan, Locomotoro i la resta de personatges de Los Chiripitifláuticos. Banegas va començar dirigint aquest espai primer al programa Antena infantil, el 1965 i posteriorment, després de convertir-se en els personatges favorits dels nens espanyols d'aquella generació, al seu propi programa titulat precisament Los Chiripitifláuticos.
Amb posterioritat, va estar al capdavant de programes tan variats com Nosotros (1968), que presentaven Manuel Martín Ferrand i Alfredo Amestoy, el magazine Tarde para todos (1973-1974) o els musicals Con otro acento (1976) i Mundo noche (1978), tots dos amb Miguel de los Santos.